# Amblypharyngodon microlepis
Amblypharyngodon microlepis är en fiskart som först beskrevs av Bleeker, 1854.  Amblypharyngodon microlepis ingår i släktet Amblypharyngodon och familjen karpfiskar. IUCN kategoriserar arten globalt som livskraftig. Inga underarter finns listade i Catalogue of Life.